# Франк, Иоахим
Иоахим Франк (нем. Joachim Frank, род. 12 сентября 1940, Вейденау) — немецкий и американский биохимик. Считается основателем криоэлектронной микроскопии. Лауреат Нобелевской премии по химии за 2017 год.

## Биография
Окончил Фрайбургский университет (1963), дипломная работа в Мюнхенском университете Людвига и Максимилиана по исследованию вторичной электронной эмиссии золота при температуре плавления (1967). Исследовал электронно-микроскопические снимки с высоким разрешением методами разности изображений и реконструкции (1970). В качестве пост-докторанта он работал в Калтехе, в университете Калифорнии, Беркли, и в Корнеллском университете.
С 1972 года Франк был научным сотрудником в Институте биохимии им. Макса Планка, с 1973 года руководитель исследовательской группы в Кембриджском университете, с 1994 в Гейдельберге. С 2003 года он занимается преподавательской деятельностью в Колумбийском университете, где с 2008 года является профессором биохимии, молекулярной биофизики и биологических наук.
Женат и имеет двоих детей, ведёт блог.

## Награды, премии, другие отличия
- Член Американской академии искусств и наук (2006)
- Член Национальной академии наук США (2006)[5]
- Медаль Бенджамина Франклина (2014)
- Нобелевская премия по химии (2017)
- Премия Уайли (2017)